# Râul Hodoș, Niraj
Râul Hodoș sau Râul Hodoșa este un curs de apă, afluent al râului Niraj. 

## Hărți
- Harta județului Mureș
- Harta zonei Miercurea Nirajului  Arhivat în 24 ianuarie 2007, la Wayback Machine.

## Imagini

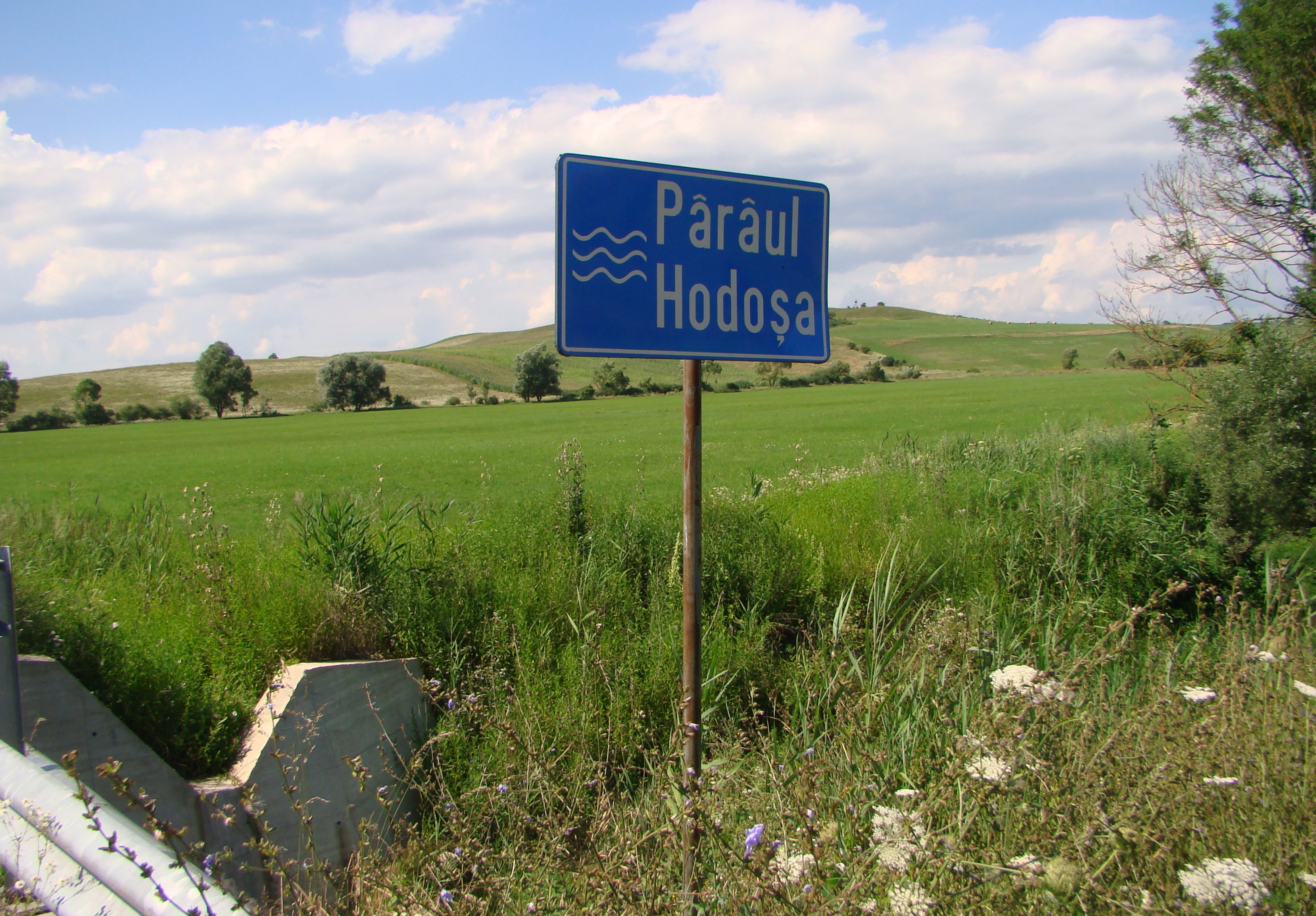
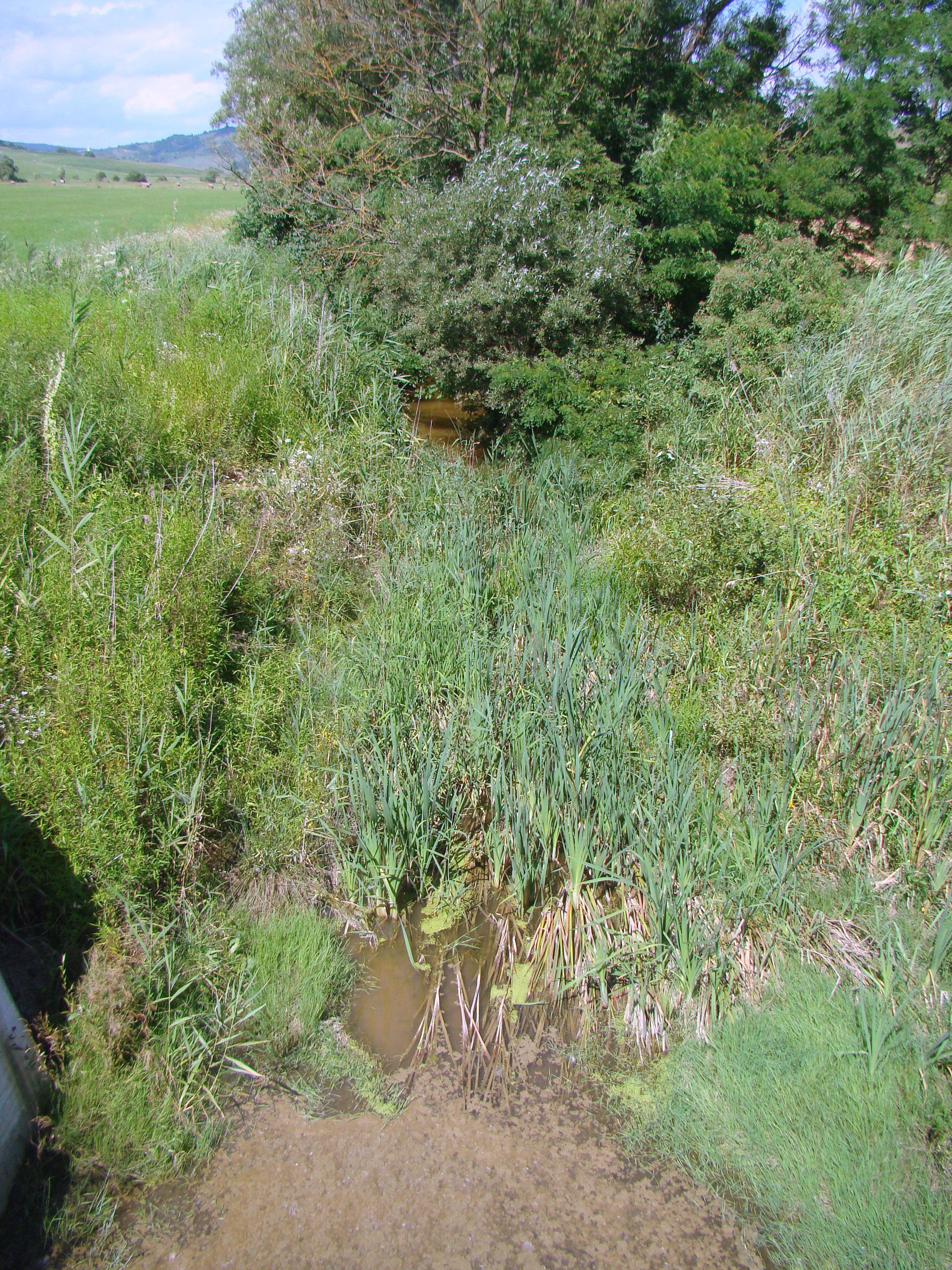
Râul Hodoșa în apropiere de satul Ihod